# دشتک (سغد)
دشتک (به لاتین: Dashtak) یک تقسیمات کشوری در تاجیکستان است که در ولایت سغد واقع شده‌است. دشتک ۱۶۰ نفر جمعیت دارد.